# Therioaphis obscura
Therioaphis obscura är en insektsart. Therioaphis obscura ingår i släktet Therioaphis och familjen långrörsbladlöss. Inga underarter finns listade i Catalogue of Life.